# Hilyotrogus holosericeus
Hilyotrogus holosericeus är en skalbaggsart som beskrevs av Ludwig Redtenbacher 1844. Hilyotrogus holosericeus ingår i släktet Hilyotrogus och familjen Melolonthidae. Inga underarter finns listade i Catalogue of Life.